# Galium matthewsii
Galium matthewsii är en måreväxtart som beskrevs av Asa Gray. Galium matthewsii ingår i släktet måror, och familjen måreväxter. Inga underarter finns listade i Catalogue of Life.